# Asteromyrtus angustifolia
Asteromyrtus angustifolia là một loài thực vật có hoa trong Họ Đào kim nương. Loài này được (Gaertn.) Craven mô tả khoa học đầu tiên năm 1988.